# Herbert Freiherr von Ohlen und Adlerscron
Hans-Herbert Boonaventura Franz Maria Joseph Freiherr von Ohlen und Adlerscron (* 9. September 1895 in Reichen, Kreis Namslau, Provinz Schlesien; † 20. August 1958) war ein deutscher Offizier und Verbandsfunktionär in verschiedenen landwirtschaftlichen Verbänden.

## Leben
Geboren als Sohn des Rittergutsbesitzers Franz Freiherr von Ohlen und Adlerscron (* 1863) und der Maria von la Valette (* 1866), machte Herbert, eigentlich Hans-Herbert, Freiherr von Ohlen und Adlerscron sein Abitur am Matthias-Gymnasium in Breslau. Ostern 1914 nahm er das Studium der Rechtswissenschaften in Freiburg i. Br. auf, trat aber bei Ausbruch des Ersten Weltkriegs als Fahnenjunker in das Dragoner-Regiment „König Friedrich III.“ (2. Schlesisches) Nr. 8 ein und blieb bis 1918 bei seinem Regiment. Danach wurde er bei der 167. Infanterie-Brigade und als Ordonnanz-Offizier Ia bei der Armee-Abteilung Gronau eingesetzt. Im Februar 1919 kehrte er aus dem Feld zurück, trat in den Verband seines Regiments zurück und machte mit der Garde-Kavallerie-Schützen-Division in Berlin die Kämpfe gegen die Spartakisten mit. Anschließend wurde er als 2. Adjutant in den Stab der Gardekavallerie-Schützendivision versetzt. Im Herbst 1919 war er beim Grenzschutz in Oberschlesien eingesetzt und zuletzt beim Generalkommando des 6. Armeekorps in Breslau. Bei der Auflösung der alten Armee 1920 wurde er zunächst in die Reichswehr übernommen, nahm aber Ende 1921 als Oberleutnant seinen Abschied. Danach war er bis Frühjahr 1923 Adjutant der militärischen Oberleitung der Organisation Escherich und bis Herbst 1923 im Reichswehrministerium tätig.
Nach seinem endgültigen Ausscheiden aus dem Militär war Freiherr von Ohlen und Adlerscron als Kaufmann in der Automobilbranche angestellt. Am 1. Januar 1926 wurde er Geschäftsführer des Kreislandbundes Neustadt in Oberschlesien, von Oktober 1926 bis Oktober 1933 war er Hauptgeschäftsführer des Oberschlesischen Landbundes in Oppeln. Ab April 1933 war er auch Geschäftsführer des Oberschlesischen Entschuldungsverbandes e. V. und der Oberschlesischen Landberatung GmbH. Am 1. September 1933 wurde er Geschäftsführer des Vereins und der Wirtschaftlichen Vereinigung der Deutschen Zuckerindustrie. Am 1. April 1935 trat er an die Spitze der Hauptvereinigung der Deutschen Zuckerwirtschaft.
Ab März 1945 gehörte Freiherr von Ohlen und Adlerscron der Geschäftsführung des Vereins der Zuckerindustrie in Sehnde, ab 1950 in Hannover an. Herbert Freiherr von Ohlen und Adlerscron war Ehrenritter des souveränen Malteserordens.

## Familie
Herbert Freiherr von Ohlen und Adlerscron heiratete 1920 auf Schloss Nettkow Katharina Gräfin von Rothenburg, Tochter des Friedrich Wilhelm von Rothenburg und dessen dritter Ehefrau Katharina Billig. Aus dieser Ehe stammen die Tochter Jutta-Maria und der 1942 als Fahnenjunker-Unteroffizier im Krieg gestorbene Sohn Johannes-Heribert. Hans-Herbert Freiherr von Ohlen und Adlerscron hatte vier Geschwister, Maria, Konrad (Curd), Joachim und der 1944 verstorbene Oberstleutnant i. G. Friedrich-Franz Freiherr von Ohlen und Adlerscron.